# Famille Thouéry
La famille Thouéry, olim Toerii puis Thoéry ou Thuéry, etc., est une famille bourgeoise ancienne originaire de Moyrazès dans le Rouergue.

## Historique et personnalités
Cette famille est connue à Moyrazès depuis 1381, année où Raymond Thouéry (Toerii) se vit concéder par les évêques de Rodez les droits de fournage et de reliage sur la seigneurie. On voit que ses descendants sont restés fourniers de la seigneurie puisque le 4 février 1482, Jean Thoéry et sa sœur Gaillarde, femme de Jean Maleterre, font reconnaissance à l'évêque comme seigneur de Moyrazès, de la moitié du four banal du château pour quatre deniers rodanois, une pièce de terre, etc. Vers 1520, Jacques II Thouéry devint propriétaire de la terre des Hivernals, par alliance avec une demoiselle de Ribes.
À travers deux des petits-fils de Raymond Thouéry, cette famille a donné deux branches principales, celle aînée d’Albigeois, éteinte en 1774, et celle de Rouergue, toujours subsistante.
Principaux membres :
- Huit procureurs au parlement de Toulouse, deux députés du Tiers aux États du Languedoc et onze consuls de Moyrazès (Rouergue), Gaillac, Lisle-sur-Tarn (Albigeois) et Tournecoupe (Quercy) entre le XVe et le XVIIIe siècle.
- Jacques Thouéry (+1619), conseiller du roi et contrôleur général des Finances de Languedoc en 1607.
- Barthélémy Thouéry (1661-1723), membre de l’ordre de la Trinité, conseiller et aumônier du roi en 1710.
- Pierre-Fleurus Touéry (1802-1883), pharmacien célèbre, professeur à la faculté de Montpellier, maire de Solomiac.
- Charles Thouéry (1839-1915), chevalier de la Légion d’honneur, Médaille d’Italie, capitaine d'infanterie et industriel à Paris.
- Pierre Thouéry (1858-1938),  chevalier de la Légion d’honneur, industriel, Conseiller du commerce extérieur de la France, Président du Tribunal de Commerce de Toulouse, maire et châtelain de Garidech[3].
- Victor Thouéry (1884-1967),  pionnier de l’aviation moderne, disciple de Louis Blériot[4].
- Firmin Thouéry (1891-1993), chevalier de la Légion d’honneur, Médaille Militaire, Croix de Guerre 14-18, frère du précédent, pilote distingué de la Première Guerre Mondiale et parmi ses derniers survivants[5].

## Armes
- Jacques V Thouéry des Hivernals et Antoinette de Solanet: « d’argent, à trois bandes de gueules » et « de sable, au chevron d’argent, accompagné en pointe d’un soleil d’or, au chef d’argent »[6] qui sont les armes de communauté de Jacques Thouéry, consul de Moyrazès en 1644, marié en 1615 avec Antoinette de Solanet de Perrin, fille de Jean et d’Anne de Buscaylet.

## Principales alliances
Alary, de Ribes, de Foucaud d'Aure, Garrigues de Lagarcie, de Solanet, d'Hébrail, de Caulet, de Lathomy, Calvet, de Comitis, de Bonnefoy, de Lagnes-Junius, Boyer du Périé, du Souquet, de Cassanhol, de Prat, de Portal, d'Humières, Higonet, Bezuel le Roux d’Esneval, de Voyer d’Argenson, etc.

## Hommages publics
Rue Thoéry, à Gaillac. À proximité d’une ancienne maison de la famille et en mémoire de ses consuls, dont Jean Thoéry, premier consul de Gaillac en 1532.
Rue Touéry, à Solomiac. Hommage de la commune à Pierre-Fleurus Touéry en reconnaissance de ses travaux scientifiques et de sa magistrature.
Carré de L’Ormeau, à Québec. En mémoire de Roch Thouéry de L’Ormeau, lieutenant au régiment de la Reine-Infanterie, qui s’établit au Québec en 1665.

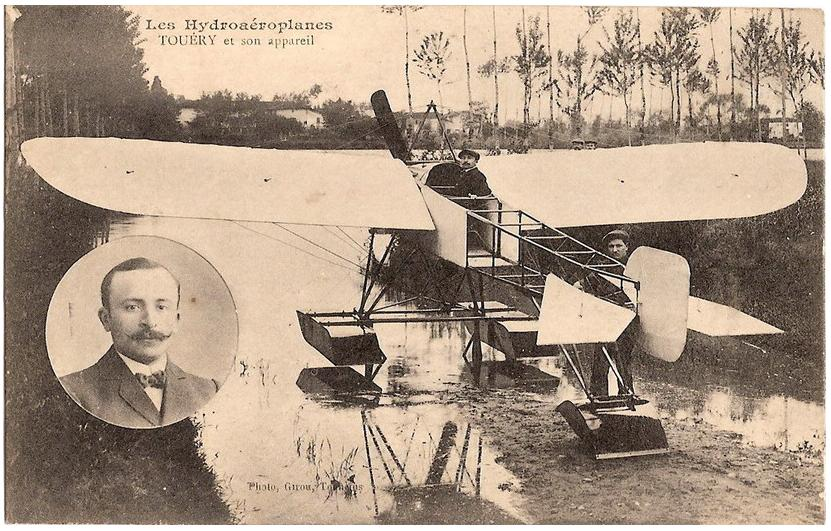
L'aviateur Victor Thouéry vers 1910
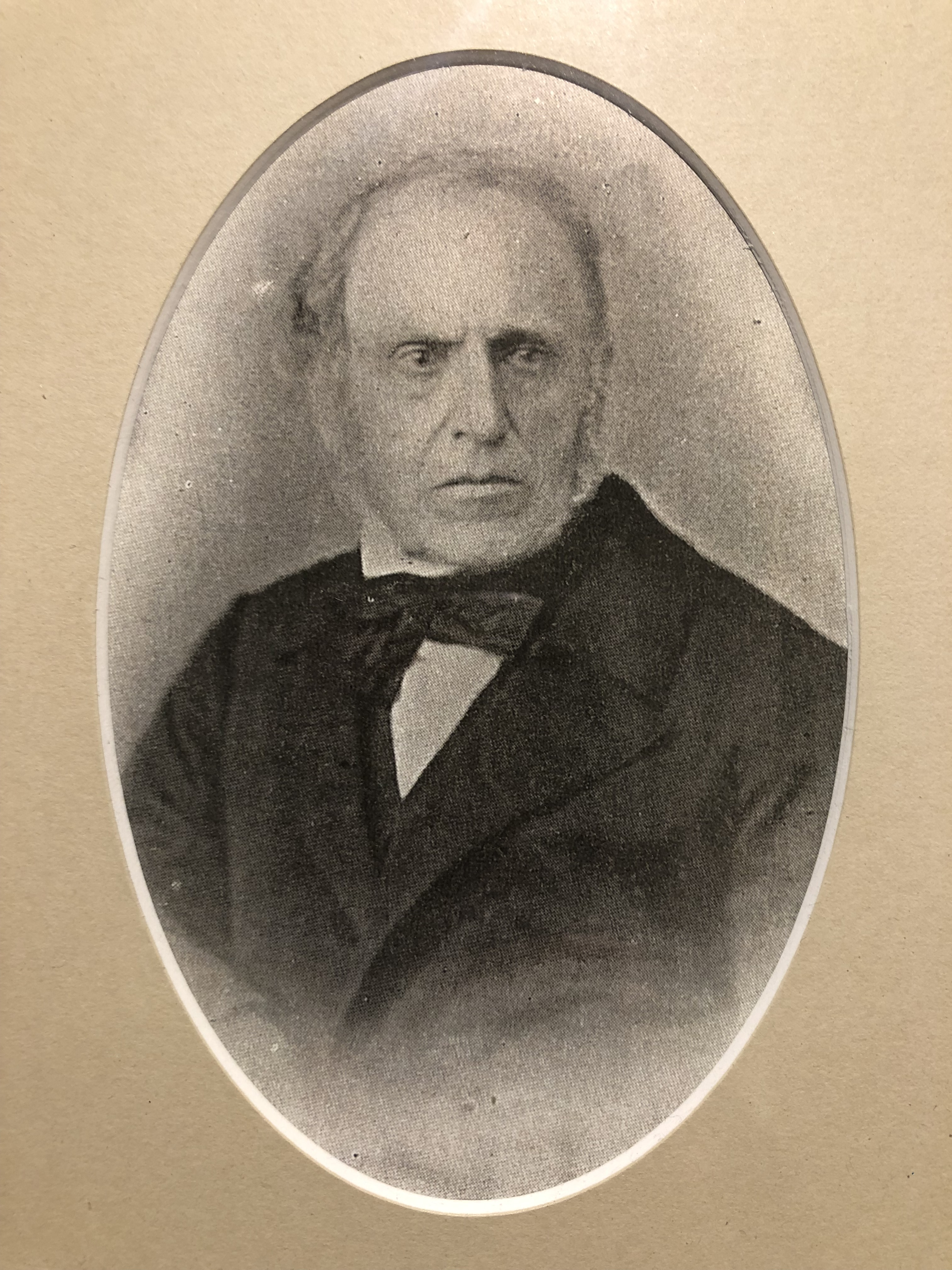
Portrait du savant Pierre-Fleurus Touéry (1802-1883)
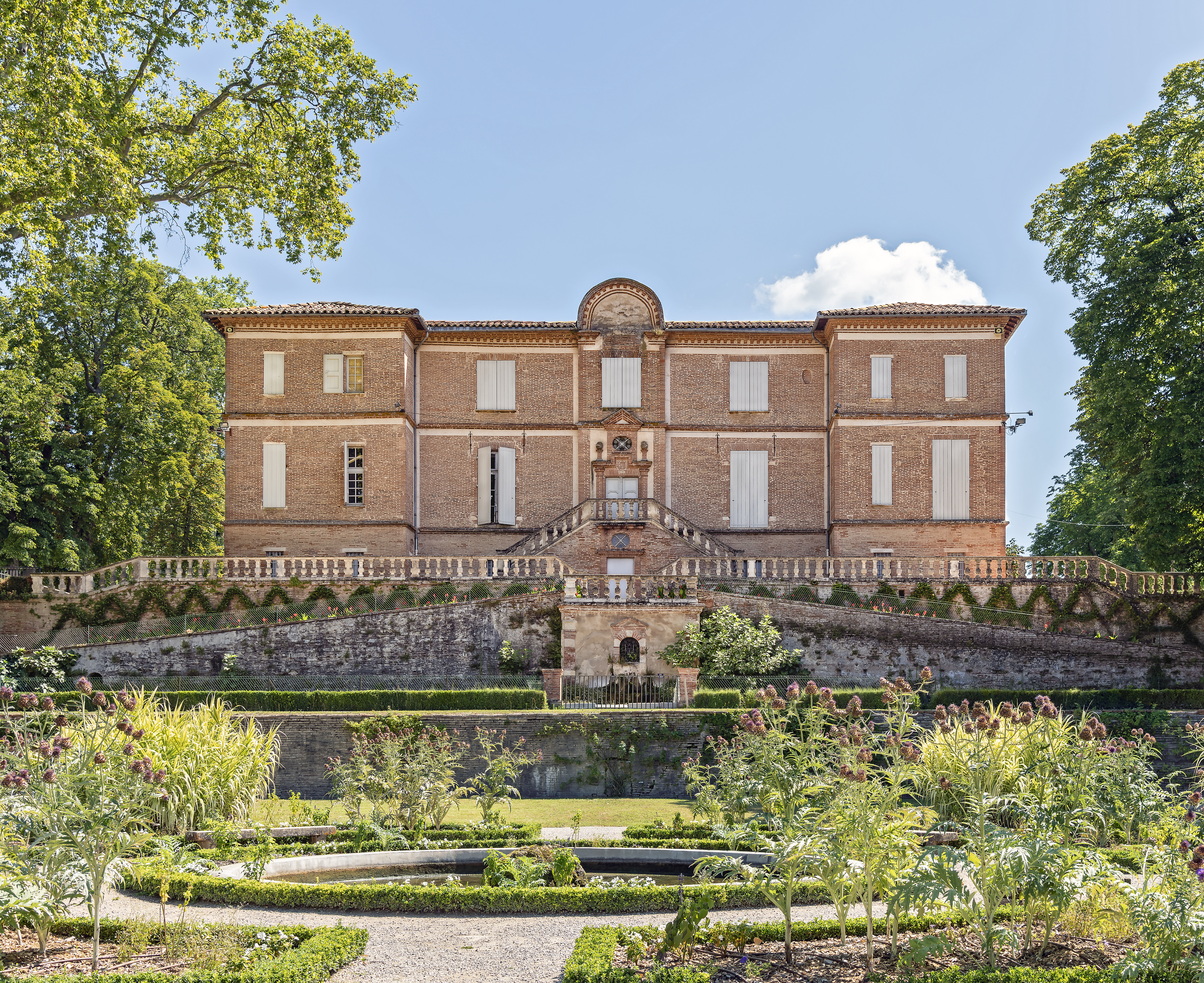
Le château de Foucaud à Gaillac, construit à partir de 1636 par Jacques de Foucaud, fils de Thomas de Foucaud et d'Anne Thouéry
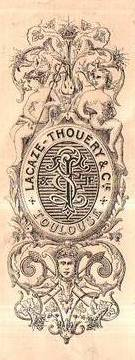
Cachet de la maison de négoce Lacaze-Thouéry, Toulouse, XIXe siècle